# Севичева теорема
У рачунарској теорији сложености, Севичева теорема коју је 1970. године доказао Валтер Севич, даје релацију између детерминистичког и недетерминистичког простора сложености. Она утврђује да за било коју функцију {\displaystyle f\in \Omega (\log(n))}, важи :{\displaystyle {\text{NSPACE}}\left(f\left(n\right)\right)\subseteq {\text{DSPACE}}\left(\left(f\left(n\right)\right)^{2}\right).}
Другим речима, ако недетерминистичка Тјурингова машина може да реши проблем у меморијском простору f (n), обична, детерминистичка Тјурингова машина може да реши исти проблем у меморијском простору који је на квадрат већи. Иако се чини да недетерминизам, временом, може да обезбеди експоненцијалне добитке, ова теорема показује да је његов утицај на потребе за меморијским простором у значајној мери ограничен.

## Доказ
Доказ теореме демонстрира алгоритам STCON – утврђивање да ли постоји путања између два чвора усмереног графа, који се извршава у простору {\displaystyle O\left((\log n)^{2}\right)} са n чворова. Основна идеја алгоритма је да рекурзивно реши нешто општији проблем, проверавајући да ли постоји путања од чвора s до чвора t која користи највише k грана, где је k улазни параметар рекурзивног алгоритма. STCON може да се користи за решење овог проблема постављањем k на вредност n. Да би се проверило да ли постоји путања од k грана између чворова s и t, приступ може да буде да се за сваки чвор u графа провери да ли се налази на траженој путањи рекурзивном претрагом путања између чворова s до u и u до t. Користећи псеудокод (синтакса слична језику Пајтон) алгоритам може да се прикаже на следећи начин.
```
def
 
k_edge_path
(
s
,
 
t
,
 
k
):

    
if
 
k
 
==
 
0
:

        
return
 
s
 
==
 
t

    
if
 
k
 
==
 
1
:

        
return
 
s
 
==
 
t
 
or
 
(
s
,
 
t
)
 
in
 
edges

    
for
 
u
 
in
 
vertices
:

        
if
 
k_edge_path
(
s
,
 
u
,
 
floor
(
k
 
/
 
2
))
 
and
 
k_edge_path
(
u
,
 
t
,
 
ceil
(
k
 
/
 
2
)):

            
return
 
true

    
return
 
false

```

Функција претраге путања позива саму себе до рекурзивне дубине O(log n) и за сваки позив користи O(log n) битова меморије за складиштење аргумената и локалних променљивих, тако да је укупан, потребан меморијски простор за извршење алгоритма {\displaystyle O\left((\log n)^{2}\right)}. Иако је приказани алгоритам овде описан вишим програмским језиком, он може да се имплементира и на Тјуринговој машини и захтеви за меморијским простором потребним за извршење алгоритма ће остати исти.
Разлог, зашто приказани алгоритам имплицира теорему је тај, што било који језик {\displaystyle L\in {\text{NSPACE}}\left(f\left(n\right)\right)} одговара усмереном графу чији чворови представљају {\displaystyle O\left(2^{f(n)}\right)} конфигурација Тјурингове машине који припадају {\displaystyle L}. За свако {\displaystyle x\in \{0,1\}^{n}}, овај граф има путању од почетне конфигурације за улаз {\displaystyle x} до прихватне конфигурације, ако и само ако важи да {\displaystyle x\in L}. Тако је одговарајућа повезаност довољна да се одлучи о припадности {\displaystyle L} и приказани алгоритам може да се изврши у меморијском простору {\displaystyle {\text{DSPACE}}\left(\left(f\left(n\right)\right)^{2}\right)}.

## Последице
Неке од важних последица теореме су следеће:
- PSPACE = NPSPACE – ово директно следи из чињенице да је квадрат полинома и даље полином,
- NL ⊆ L² - STCON је NL комплетан тако да сви језици који припадају NL, такође припадају класи сложености L² = {\displaystyle {\text{DSPACE}}\left(\left(\log n\right)^{2}\right)}.